# لامبورغيني أوراكو
لامبورغيني أوراكو (بالإنجليزية: Lamborghini Urraco) هي سيارة رياضية 2+2 تم تصنيعها من قِبل شركة لامبورغيني، تم تقديمها في معرض تورينو للسيارات في عام 1970، وتم تسويقها لطرازات أعوام 1972-1979، وسميت على اسم مجموعة من ثيران ميورا القتالية؛ الاسم يترجم إلى "الثور الصغير".